# Rio Pomba
Pour les articles homonymes, voir Pomba et Rio Pomba (homonymie).
Le rio Pomba est un cours d'eau brésilien qui arrose les États du Minas Gerais et de Rio de Janeiro. C'est l'un des principaux affluents de rive gauche du rio Paraíba do Sul.
Il naît sur le territoire de la municipalité de Barbacena, dans le Minas Gerais, et traverse la Zone de la Mata Mineira et, après un parcours de 300 km, se jette dans le rio Paraíba do Sul au niveau de la commune d'Itaocara, dans l'État de Rio de Janeiro. Ses principaux affluents sont les rios Novo, Xopotó, Formoso et Pardo. Il  passe pas les municipalités de Barbacena, Santa Bárbara do Tugúrio, Mercês, Rio Pomba, Piraúba, Astolfo Dutra, Dona Eusébia, Cataguases, Leopoldina, Laranjal, Recreio et Palma, dans le Minas Gerais ; Santo Antônio de Pádua, Aperibé et Cambuci, dans l'État de Rio de Janeiro.
Les terres du bassin du rio Pomba sont sévèrement atteintes par la déforestation, par un processus commencé pendant le cycle du café sur toute la Zone de la Mata et qui n'a même pas épargné la région des sources du fleuve. C'est un facteur qui contribue à la dégradation de la qualité des eaux du cours d'eau déjà bien altérée par le rejet des déchets industriels et domestiques. En 2003, un grave écoulement de plus d'un million de m³ de résidus toxiques d'une industrie de Cataguases a causé d'énormes préjudices à l'environnement, les effets s'en faisant ressentir sur le Rio Paraíba do Sul jusqu'à son embouchure dans l'Océan Atlantique.